# Frihetsselet
Frihetsselet är ett sel i Malån i Malå kommun i Lappland. Malån ingår i Skellefteälvens huvudavrinningsområde.